# Wesselin Andreew
Wesselin Andreew, bürgerlich Georgi Georgiew Andreew, (bulgarisch Веселин Андреев; * 16. Februar 1918 in Pirdop, Bulgarien; † 11. Februar 1991 in Sofia) war ein bulgarischer Schriftsteller.

## Leben
Im Zweiten Weltkrieg war er in den Jahren 1943/44 Politkommissar einer Partisanengruppe. Die Erlebnisse dieser Zeit verarbeitete er in Gedichten, sowie später in Erzählungen und Skizzen. 1973 veröffentlichte er mit Es starben Unsterbliche ein lyrisch-dokumentarisches Prosawerk, welches sich ebenfalls dem Thema widmete. Andreew wurde mit dem Dimitroffpreis ausgezeichnet.

## Werke (Auswahl)
- Partisanenlieder, Gedichte, 1947
- Es starben Unsterbliche, 1973